# Stadt- und Bergbaumuseum Freiberg

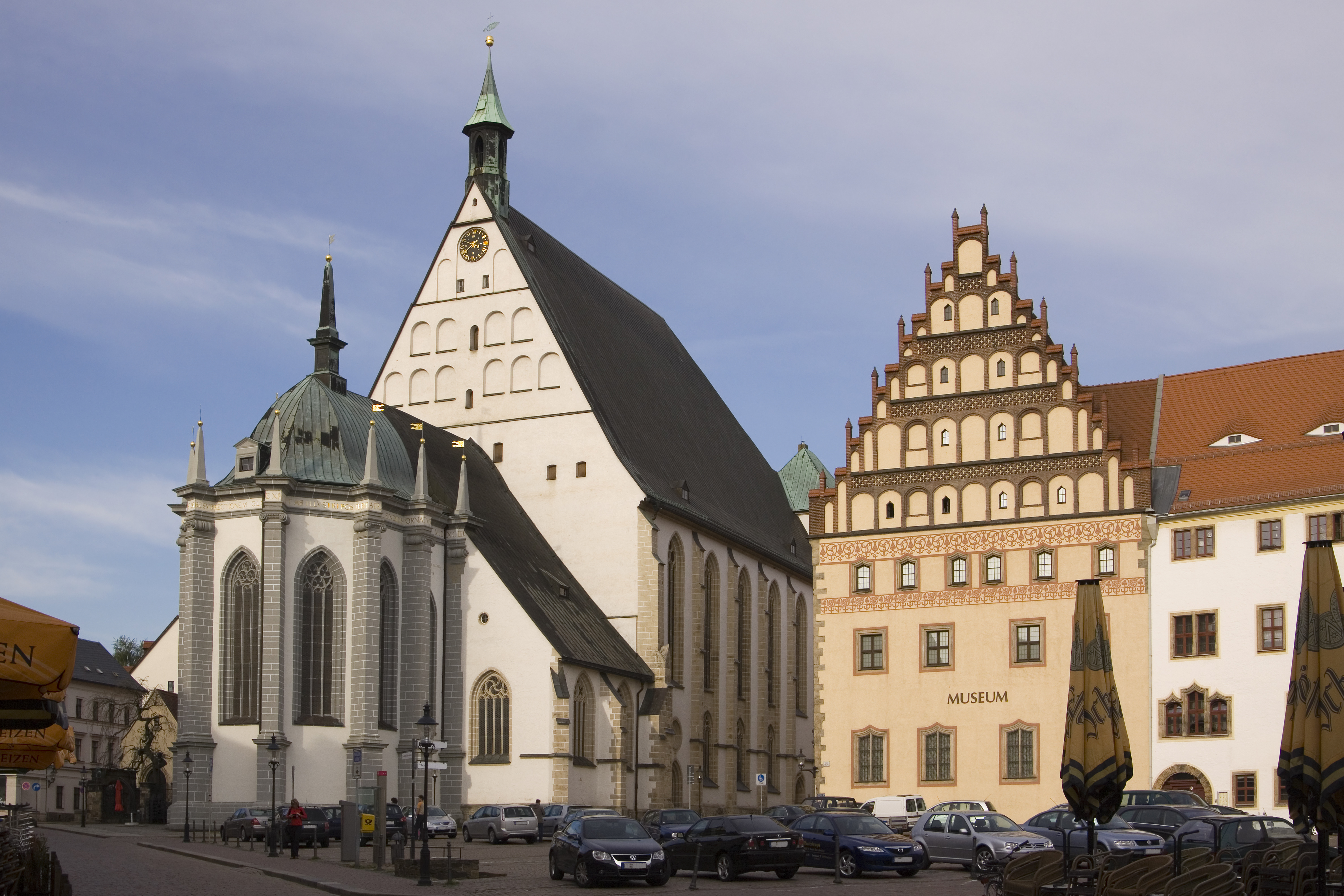
Stadt- und Bergbaumuseum Freiberg vom Untermarkt aus gesehen

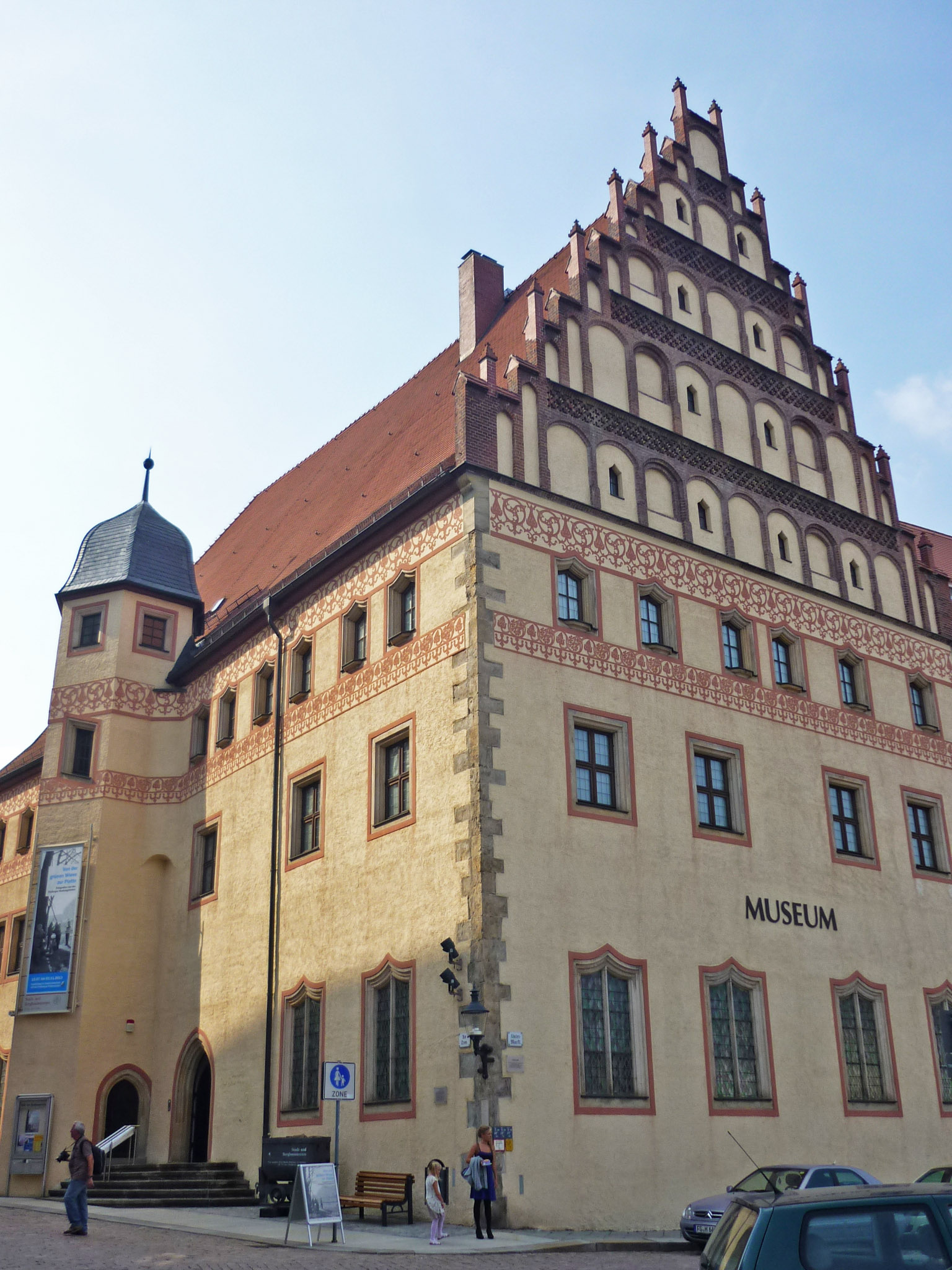
Am Dom 1 – Ausstellungsräume

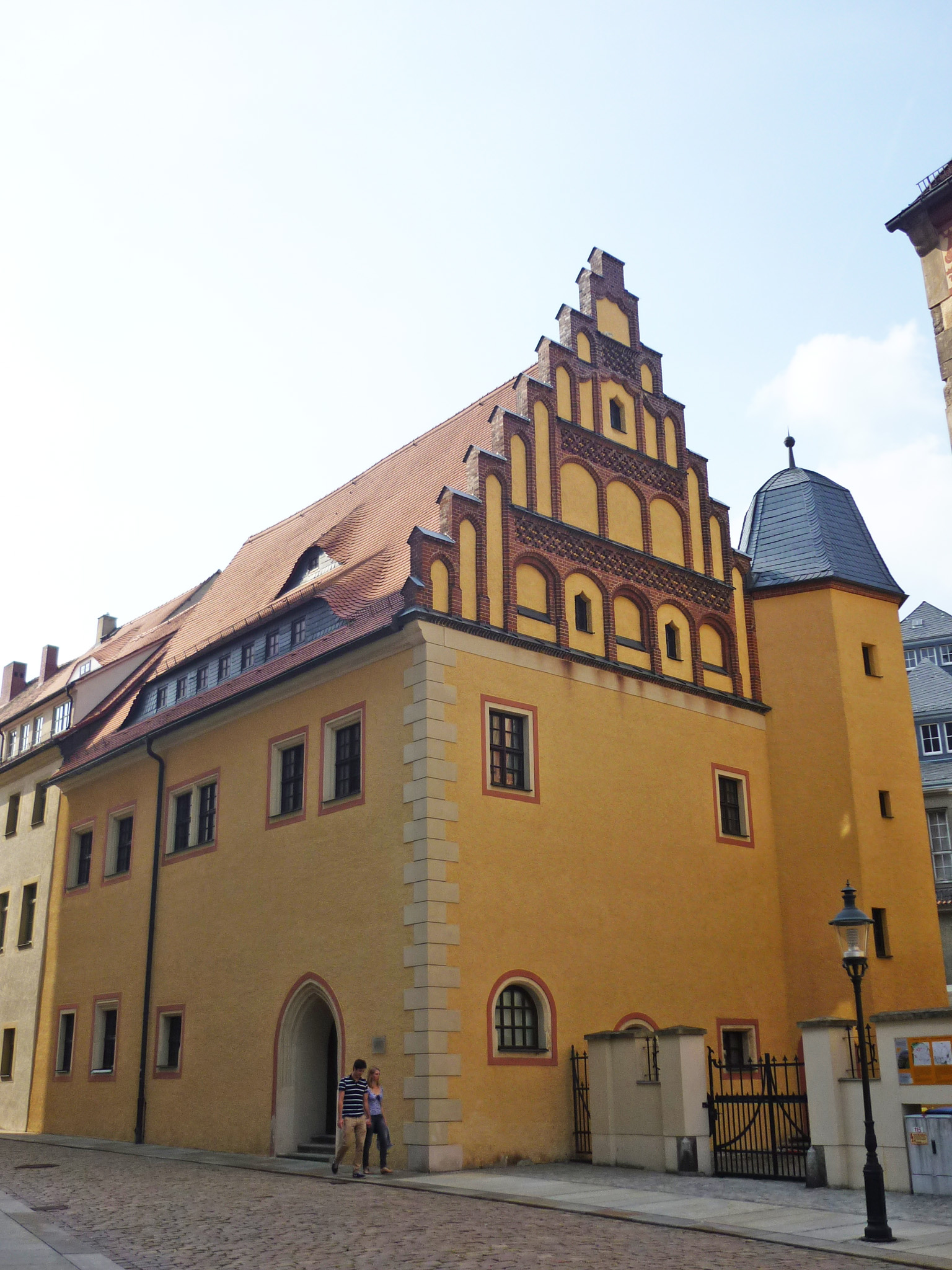
Am Dom 2 – Magazin

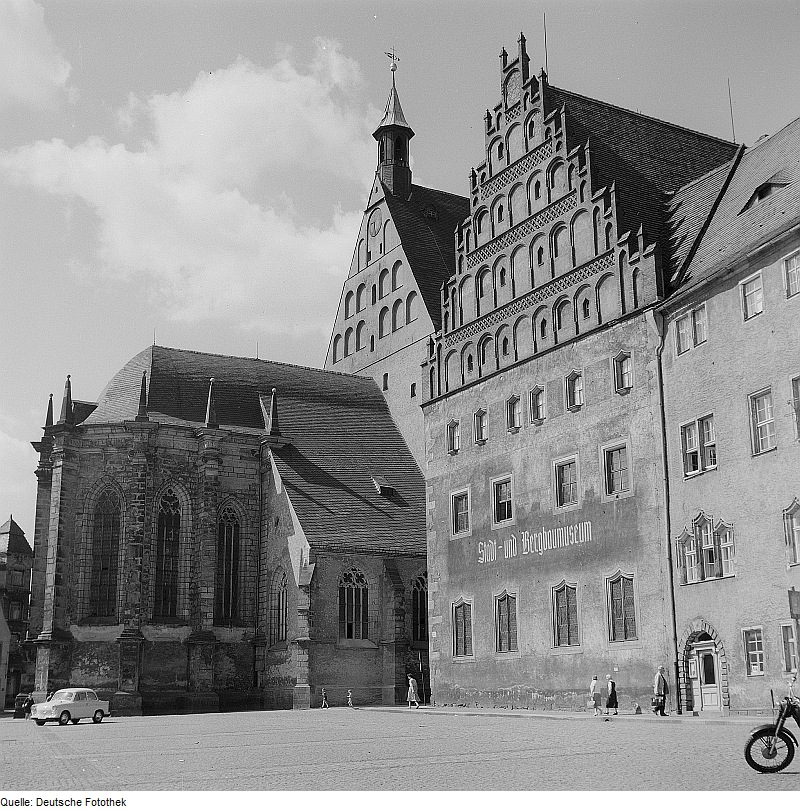
Historische Ansicht (1956)

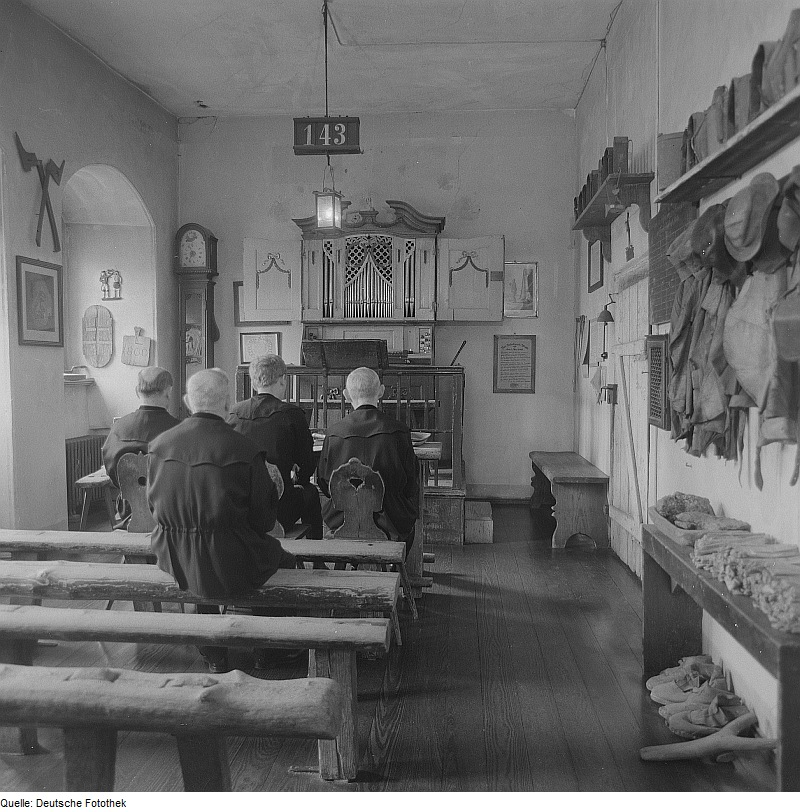
Bergmännische Betstube im Museum 1964

Das 1861 vom Freiberger Altertumsverein gegründete Stadt- und Bergbaumuseum Freiberg im ehemaligen Domherrenhof, einem spätgotischen Profanbau, zählt zu den ältesten bürgerlichen Museen Sachsens. Es wird von Andrea Riedel geleitet.

## Ausstellungen
- Der Freiberger Bergbau
- Freiberg im Mittelalter
- Die Spätgotische Sakralkunst Obersachsens
- Die Freiberger Bildhauerkunst der Renaissance
- Meisterwerke bergbaulicher Kunst
- Freiberg an der Wende vom Mittelalter zur Neuzeit
- Kostbarkeiten aus den Sammlungen
- Freiberg im 19. Jahrhundert

Neben den Ausstellungen beherbergt das Museum in seiner magazinierten Sammlung umfangreiche Stücke spätgotischer Plastik, eine bedeutende Sammlung historischer Blank- und Schusswaffen sowie obersächsisches Kunsthandwerk. In der Graphiksammlung findet sich der graphische Nachlass von Johann Christian Klengel und der malerische Nachlass von Hugo Koerber. Die Fotothek des Museums verfügt u. a. über Glasnegative der Fotografen Reymann mit Bauwerken und Straßenansichten der Stadt sowie äußerst wertvollen Aufnahmen vom Alltagsleben und dem Arbeitsprozess der Bergleute.

## Baugeschichte
Trotz des tiefgreifenden Umbaus in den Jahren 1899/1901 hat sich das spätgotische Eckgebäude, in dem sich heute die Ausstellungsräume des Museums befinden, zu erheblichen Teilen erhalten. Ein anzunehmender Vorgängerbau des heutigen Museums fiel dem großen Stadtbrand 1484 zum Opfer. Das aktuelle Gebäude Am Dom 1 wurde nach 1484 errichtet. Bereits 1488 ist es urkundlich als bestehend gesichert. Dies stimmt mit der stilistischen Einordnung von bestehenden Baudetails überein. An die straßenseitige Südfassade schließt sich ein sechseckiger Treppenturm an, der 1588 erhöht wurde. Die Fenster der beiden straßenseitigen Fassaden bestehen im Erdgeschoss und teilweise im 2. Obergeschoss aus spätgotischen Vorhangbogenfenstern mit feingliedrigen, sich durchschneidenden Kehlstäben und aus Rechteckfenstern vor allem im 1. Obergeschoss. Der Ziergiebel zum Untermarkt und die zeichnerisch dokumentierten Putzfriese an den beiden Schaufassaden wurde beim Umbau um 1900 teilweise rekonstruiert.
Im Inneren haben sich im Erdgeschoss mehrere Räume mit Zellengewölben und im 1. Obergeschoss stark profilierte Holzbalkendecken mit Resten spätgotischer Fassungen, Fragmente spätgotischer Wandmalereien im Erdgeschoss sowie ein dreifach gekehltes Rechteckportal erhalten.
Das Haus diente zunächst als Wohnhaus der Geistlichen der 1480 in den Rang eines Kollegiatstifts erhobenen Marienkirche, dem heutigen Dom. Der sogenannte Domherrenhof umfasste außerdem die Gebäude Am Dom 2 und 4, Untermarkt 1 und eventuell auch das Haus Domgasse 6. Im vornehmsten Haus jedoch wohnte der Dekan mit seinen Vikaren und Kapellanen. Nach der lutherischen Reformation wurde das Kollegiatstift aufgelöst und die Stadt stellte das Gebäude 1542 der Lateinschule zur Verfügung. Es diente nun gleichzeitig als Schule und als Wohnhaus für den Rektor, weitere Lehrer und bedürftige Schüler. Im Jahr 1875 bezog das aus der Lateinschule hervorgegangene Gymnasium einen neu errichteten Zweckbau. Das Gebäude diente danach teilweise als Wohnfläche, teilweise als Lager und Produktionsstätte der Wollwarenfabrik Hoppe.

## Museumsgeschichte
Im Jahr 1860 gründeten geschichtsbewusste Bürger unter Leitung des Buchdruckereibesitzers Heinrich Gerlach den Freiberger Altertumsverein, der eine Fülle historischer Sachzeugen sammelte und diese ursprünglich in der Kastenstube des städtischen Kaufhauses am Obermarkt (Obermarkt 16) ausstellte. Auf Grund beengter Verhältnissen zog der Verein 1903 in das eigens sanierte heutige Museumsgebäude am Untermarkt.
Am 7. Mai 1903 erfolgte die feierliche Einweihung des Museums im Beisein des sächsischen Königs Georg, und es erhielt den Namen König-Albert-Museum. Der Altertumsverein intensivierte darauf seine Sammeltätigkeit und schloss große Sammlungslücken bei Sachzeugen des Bergbaus und Objekten der Volkskunde.
Seitdem werden Forschungen des Vereins in der Publikationsreihe „Mitteilungen des Freiberger Altertumsvereins“ veröffentlicht. Die vom Verein angeregte fotografische Dokumentation von Gebäuden und Landschaft bildet heute den Grundstock für die umfangreiche Fotosammlung des Museums. Entsprechend den damaligen Prinzipien stellte man alle Sammlungsgegenstände in den Ausstellungen aus, nutzte also noch keine Museumsdepots.
Im Jahr 1926 wurde das Museum neu gestaltet, die Sammlungen wissenschaftlich gegliedert und Depots eingerichtet. Einen Höhepunkt in der Museumsgeschichte stellte 1938 im Rahmen der 750-Jahr-Feier Freibergs die Exposition „750 Jahre deutscher Erzbergbau“ dar. Um die Sonderschau unterzubringen, mussten alle ständigen Ausstellungen des Hauses beräumt werden. Außerdem erbaute man im Hofbereich der Gebäude Am Dom 1 und 2 eigens einen dreiseitigen Laubengang. Am 1. Januar 1939 ging das Museum aus finanziellen Gründen komplett in städtische Trägerschaft über und erhielt den Namen Stadt- und Bergbaumuseum, der programmatisch Inhalt und Profil des Museums zum Ausdruck brachte.
Während des Zweiten Weltkrieges wurden die Sammlungen zum Teil ausgelagert. Im Museumsgebäude richtete gegen Kriegsende die Wehrmacht das Magazin eines Armeesanitätsparkes ein. Nach dem Krieg diente das Museum der sowjetischen Besatzungsmacht für kurze Zeit als Radiosammelstelle und Reifenlager. Bereits im Februar 1946 wurde die erste Sonderausstellung eröffnet und am 24. November 1946 das gesamte Museum.
Seit den 1950er-Jahren erfolgten einige Baumaßnahmen an den Museumsgebäuden und nach 1990 eine Komplettsanierung.
Von 1989 bis 2018 leitete Ulrich Thiel das Museum. Auf Grund von Differenzen wegen des im Juli 2017 von der Stadt beschlossenen neuen Museumskonzepts und des vorgesehenen Verkaufs der als Magazin genutzten Domherrenhäuser Am Dom 2 und 3 ging Thiel am 31. Januar 2018 in den Ruhestand. Als neue Leiterin wurde Andrea Riedel berufen.